# Aulus Avilius Flaccus
Aulus Avilius Flaccus  est un Romain connu comme préfet d'Égypte sous Tibère et Caligula.

## Débuts
Flaccus apparaît après la mort Germanicus en 19, homme grandement aimé du peuple romain et père du futur empereur Caligula. Selon Philon, il fait partie des accusateurs qui causent l'exil puis la mort d'Agrippine l'Aînée, veuve de Germanicus. 

## Gouverneur d'Égypte
Il fut nommé par l'empereur romain Tibère préfet d'Égypte en 31 ou en 32 ap. J.-C., pour une durée de six ans. Les premières années de son mandat furent sans histoire, Flaccus administrant la région avec compétence et respect des mœurs et populations locales. 
Il était proche de Tiberius Gemellus, petit-fils de Tibère, qu'il considérait comme le successeur légitime de l'empereur, contre le parti du futur empereur Caligula. À la mort de Tibère, en 37 ap. J.-C., c'est pourtant Caligula qui prend le pouvoir, grandement aidé par le préfet du prétoire Macron. Ce changement à la tête de l'Empire marque un changement radical dans l'administration de Flaccus en Égypte.
Philon d'Alexandrie lui prête toutes sortes d'actions en défaveur de la communauté juive d'Alexandrie, après le passage à Alexandrie en 38 ap. J.-C. d'Hérode Agrippa Ier, fraîchement nommé roi de la tétrarchie de feu son oncle Hérode Philippe. Il est acclamé par les Juifs qui voient dans son ascension des espoirs de renouveau national juif. Cette visite entraîne de grandes émeutes entre Grecs et Juifs qui ensanglantèrent la ville plusieurs jours durant.
Flaccus réprime l'agitation en prenant le parti des Grecs. Il prive les Juifs de leur statut de citoyens d'Alexandrie, et les considère désormais comme étrangers à la ville. Il les cantonne dans une bande étroite d'un des cinq quartiers de la ville,. Flaccus fit profaner leurs proseuques en faisant installer, en l'honneur de Caligula (à qui il cherchait à plaire), des boucliers à l’effigie de l'empereur.

## Exil et mort
Alors que les plaintes accouraient à lui dénonçant les exactions de Flaccus en Égypte, Caligula envoya un groupe de soldats capturer le gouverneur à Alexandrie, et le fit juger. Le jugement, ordonné par Caligula, fut l'exil à Gyaros, île de la mer Égée. Néanmoins, après l'intervention de Lepidus, son infortune fut adoucie et on l'envoya à Andros, dans le voisinage de Gyaros.
Quelques mois plus tard, vers le commencement de l'année 39, une troupe de soldats débarqua à Andros, et mit à mort Flaccus.